# Nicolau Maria Rubió i Tudurí
Nicolau Maria Rubió i Tudurí (ur. 5 lutego 1891 w Maó, zm. 4 maja 1981 w Barcelonie) – kataloński architekt, urbanista, projektant ogrodów, ale też pisarz, tłumacz i podróżnik. Jedna z barwnych postaci Renaixença. 
Projektował szereg założeń zieleni miejskiej w Barcelonie – początkowo we współpracy z J.C.N. Forestierem – w tym ogrody na wzgórzu Montjuïc w ramach Wystawy Światowej w 1929 r. Jest też autorem budynków hoteli służących podczas Wystawy. W latach 1917–1937 jako dyrektor Zarządu Parków Publicznych (Direcció de Parcs Públics) opracował podwaliny systemu parków miejskich Barcelony.  W roku 1933 założył szkołę ogrodniczą kształcącą do dziś personel opiekujący się zielenią miejską w Barcelonie. Od lat ‘90 jego imię noszą niewielki park w mieście Maó na Menorce, w którym Nicolau się urodził oraz mały ogród miejski w zachodniej części Barcelony. 